# 백설 공주와 일곱 난쟁이 (영화)
《백설 공주와 일곱 난쟁이》(영어: Snow White and the Seven Dwarfs)는 동화 《백설공주》를 원작으로 1937년에 만들어진 월트 디즈니 컴퍼니 최초의 애니메이션 영화이다. 월트 디즈니사의 정규 극장판으로는 첫번째이며, 데이비드 핸드이 감독했고 RKO 라디오 픽쳐를 통해 극장에 배급되었다. 1937년 12월 21일에 "Carthay Circle Theatre" 극장에서 시사회를 함으로써 처음으로 상영되었다. 세계 최초의 장편 애니메이션 영화이기도 하다.

## 줄거리
먼 옛날 어느 왕국에 백설 공주가 있었다. 백설 공주는 하얀 피부에 붉은 입술을 가진 아름다운 소녀였으나, 미모를 질투한 계모 왕비에 의해 성에서 하녀처럼 지냈다. 왕비에게는 신비로운 마법 거울이 있었는데, 왕비가 매일 아침 '세상에서 가장 아름다운 사람은 누구지?'하고 물으면 '왕비님께서 가장 아름답다'라고 대답하여 왕비를 기쁘게 해주었다.
그러던 어느 날, 왕비가 거울에게 같은 질문을 하자, 이번에는 거울이 '백설 공주가 가장 아름답다'라고 대답한다. 분노한 왕비가 창 밖을 보니, 백설 공주가 잘생긴 왕자를 만나서 사랑 노래를 주고 받고 있었다. 왕비는 사냥꾼을 불러서 백설 공주를 숲으로 데려가서 죽이고 그 심장을 상자에 담아 오라고 명령한다. 하지만 숲속에서, 사냥꾼은 죄없는 공주를 죽일 수가 없었고, 왕비의 계략을 알려준 뒤 멀리 달아나게 한다. 도망친 공주는 무시무시한 숲을 건너, 작은 오두막을 발견한다. 들어가 보니 천장이 낮고 가구들은 작고 더러웠다. 엄마가 없는 아이들의 집일 거라 생각한 공주는 동물들의 도움을 받아 집을 깨끗하게 청소한 뒤 저녁식사까지 만들어 놓고, 2층의 작은 침대 위에서 잠이 든다.
오두막은 일곱 난쟁이의 집이었다. 다이아몬드 광산에서 일을 마치고 집에 돌아온 난쟁이들은 정돈된 집에 깜짝 놀란다. 처음에는 괴물의 소행이라 생각했지만, 잠에서 깬 백설 공주의 아름다운 모습에 의심을 거둔다 ― 심술궂은 둘째 '심술'만 빼고. 깔끔한 집과 맛있는 식사에 안락함을 느낀 난쟁이들은 백설 공주를 가정부로 맞아들인다. 한편 왕비는 마법 거울에게 다시 질문을 하고 백설 공주가 아직 살아 있다는 것을 알아낸다. 사냥꾼이 가져온 심장은 돼지 심장이었다. 왕비는 이번에는 직접 나서기로 한다. 마법약을 마셔서 추악한 노파로 변신하고, 먹으면 영원한 잠에 빠지는 마법 사과를 만든다. 왕비는 사과 장수로 변장하고 일곱 난쟁이의 집으로 향한다.
그 사이 백설 공주와 일곱 난쟁이는 노래를 부르고 춤을 추는 행복한 시간들을 보내고 있었다. 난쟁이들은 못된 왕비가 올지도 모르니 모르는 사람을 들이지 말라고 충고하고, 공주를 두고 광산으로 출근한다. 그러나 가여운 노파가 찾아와 먹음직스러운 사과를 팔자, 공주는 깜빡 속아서 노파를 들이고 만다. 공주가 사과를 한 입 베어물자 그대로 쓰러져 버린다. 이 광경을 본 숲속 동물들은 다급하게 난쟁이들에게 가서 알렸고, 난쟁이들은 심술이를 앞장세워 집으로 돌아온다. 마침 왕비가 도망가려는 참이었다. 난쟁이들은 왕비를 끝까지 쫓아갔고 왕비는 절벽에 다다랐다. 거기에는 커다란 바위가 있었고 왕비는 바위로 난쟁이들을 깔아 뭉개려고 했다. 그러나 갑자기 내려친 번개를 맞고 절벽 밑으로 떨여져 죽게 된다. 난쟁이들은 백설 공주가 죽었다고 생각했고, 슬픔 때문에 차마 묻을 수 없었다. 그래서 공주를 유리관에 눕혀 숲에 안치한다.
몇 년이 흘러 백설 공주에게 반했던 왕자가 찾아온다. 왕자는 죽은 공주를 보고 슬퍼하며 키스를 하는데, 사랑하는 사람과의 키스가 바로 마법을 푸는 방법이었다. 백설 공주는 깨어나고, 기뻐하는 난쟁이들의 마중을 뒤로 하고 왕자와 함께 성으로 향한다.

## 성우진
| 배역        | 영어 성우                           | 한국어 성우            |
| ----------- | ----------------------------------- | ---------------------- |
| 백설공주    | 아드리아나 카셀로티 마지 벨처(동작) | 김수경 이윤선(노래)    |
| 여왕        | 루실 라번                           | 이선영 김성희(노파 역) |
| 왕자        | 해리 스톡웰                         | 이재용 김경주(노래)    |
| Alla Kinda  | 로이 애트웰                         | 노민                   |
| 심술        | 핀토 콜빅                           | 조동희                 |
| 행복        | 오티스 할런                         | 이재용                 |
| 졸음        | 핀토 콜빅                           | 황원                   |
| 부끄럼      | 스코티 매트로                       | 유동현                 |
| 재채기      | 빌리 길버트                         | 이호인                 |
| 멍청이      | 에디 길버트                         |                        |
| 마법의 거울 | 모로니 올슨                         | 설영범                 |
| 사냥꾼      | 스튜어트 뷰캐넌                     | 온영삼                 |

## 음악
유명한 곡으로는 다음과 같은 곡이 있다: English & Espana
1. El Pozo de Los Deseos/Mi Canto
2. Sonreir y Cantar
3. Silbando Al Trabajar
4. Ay Ho/Cavar Cavar
5. La Cancion Del Bano
6. La Cancion Tonta
7. Mi Principe Vendra
8. Travesia Magica
9. Saltando con Baby Bop
10. The Silly Song (Version Taco)
11. Tacos Fiesta!
12. I'm Wishing/One Song
13. With A Smile and Song
14. Whistle While You Work
15. Heigh Ho
16. Bluddle Uddle Um Dum (The Dwarfs' Washing Song)
17. The Dwarfs' Yodel Song (The Silly Song)
18. Someday My Prince Will Come
19. Crossing Magic
20. The Baby Bop Hop
21. Music In Your Soap
22. You're Never Too Old To Be Young